# Armando Larios Jiménez
Armando Larios Jiménez (* 21. Mai 1951 in Pinillos; † 22. Juli 2021 in Monterrey, Mexiko) war ein kolumbianischer Geistlicher und römisch-katholischer Bischof von Riohacha.

## Leben
Armando Larios Jiménez besuchte das Colegio Biffi La Salle der Brüder der christlichen Schulen in Barranquilla. Anschließend studierte er Philosophie und Katholische Theologie am regionalen Priesterseminar Juan XIII in Barranquilla. Am 14. August 1976 empfing Larios Jiménez das Sakrament der Priesterweihe für das Erzbistum Barranquilla.
Larios Jiménez war zunächst als Pfarrvikar in San Clemente (1978) und in Torcoroma (1979–1980) tätig, bevor er 1981 Pfarrer der Pfarrei Santa María Goretti wurde. Von 1984 bis 1985 war er Pfarrer der Pfarrei Santa Rita de Casia in Sabanagrande. Daneben wirkte er als Spiritual und Lehrer am Kleinen Seminar des Erzbistums Barranquilla sowie als Verantwortlicher für die Berufungspastoral. 1986 wurde Armando Larios Jiménez für weiterführende Studien nach Rom entsandt, wo er 1988 an der Päpstlichen Universität der Salesianer ein Lizenziat im Fach Spirituelle Theologie erwarb. Nach der Rückkehr in seine Heimat wurde er Pfarrer der Pfarrei San Juan Bautista de la Salle in Barranquilla sowie Verantwortlicher für die Jugend-, Hochschul- und Berufungspastoral. Von 1991 bis 1993 war Larios Jiménez beigeordneter Sekretär der Kolumbianischen Bischofskonferenz und Leiter der Abteilung für die Priesterseminare und die Berufungspastoral, bevor er Diözesankanzler des Erzbistums Barranquilla und Pfarrer der Pfarrei Inmaculado Corazón de María in Barranquilla wurde.
Am 31. Mai 1994 ernannte ihn Papst Johannes Paul II. zum Bischof von Magangué. Die Bischofsweihe spendete ihm der Erzbischof von Barranquilla, Félix María Torres Parra, am 24. Juli desselben Jahres in der Kathedrale María Reina in Barranquilla; Mitkonsekratoren waren Carlos José Ruiseco Vieira, Erzbischof von Cartagena, und Paolo Romeo, Apostolischer Nuntius in Kolumbien.
Johannes Paul II. bestellte ihn am 8. März 2001 zum Bischof von Riohacha. Die Amtseinführung erfolgte am 26. April desselben Jahres. Am 5. Juni 2004 nahm Johannes Paul II. seinen vorzeitigen Rücktritt an. Larios Jiménez starb im Juli 2021 im mexikanischen Monterrey infolge eines Herzinfarkts.